# Великі Ошворці
Великі Ошво́рці (рос. Большие Ошворцы) — присілок в Якшур-Бодьїнському районі Удмуртії, Росія.
Населення — 454 особи (2010; 516 в 2002).
Національний склад (2002):
- удмурти — 79 %

## Історія
Присілок заснований 1666 року. 1902 року в ньому була відкрита земська початкова школа. 1999 року збудована нова середня школа. 1 вересня 2002 року відрито музей Феодори Пушиної.

## Урбаноніми[5]
- вулиці — Зарічна, Молодіжна, Радянська, Садова, Тихий Ключ, Центральна, Ювілейна